# Дани Браун
Даниел Сюъл (на английски: Daniel Dewan Sewell), по-известен с псевдонима си Дани Браун, е американски рапър от Детройт. Известен е най-вече с индивидуалността си, която се различава значително от повечето рапъри. MTV го определя като една от най-уникалните фигури в хип-хоп музиката.
Браун придобива голяма известност с публикуването на втория му студиен албум XXX, който получава много добри отзиви от публиката и му печели наградата на списанията Spin и Metro Magazine за артист на годината.
През 2013 г. издава третия си студиен албум Old, който също се увенчава с успех и от който издава три сингъла – „Dip“, „25 Bucks“ и „Smoking & Drinking“.
Както много други американски рапъри, Браун има дълга история обвързана с гангстерския живот в Детройт, често използване на наркотици и алкохол и престои в затвора. Това се случва въпреки усилените опити на родителите му да го предпазят от този начин на живот. Това са и едни от основните теми в текстовете на песните му.
През януари 2015 Браун издава детска книга, която написва за 13-годишната си дъщеря. Целта на книгата е да повдигне самочувствието на чернокожите момичета, които според него няма нужда да променят толкова много неща по себе си за да бъдат харесвани, защото са по-красиви и без тях.
През 2016 г. той издава четвъртия си албум Atrocity Exhibition, който е публикуван от Warp. Този албум получава много добри отзиви и е най-отличителния в дискографията му. Дани Браун влиза в много тъмна и експериментална територия, като същевременно не се отделя от стила си, като рапър.

## Дискография
Студийни албуми
- The Hybrid (2010)
- XXX (2011)
- Old (2013)
- Atrocity Exhibition (2016)
- U Know What I'm Sayin? (2019)
- Quaranta (2023)

Колаборации
- Scaring the Hoes с JPEGMafia (2023)